# علي أصغر مدير روستا
علي أصغر مدير روستا، من مواليد 25 يوليو 1968، هو لاعب كرة قدم إيراني معتزل، كان يلعب بمركز مهاجم، بدأ مسيرته الكروية مع نادي نفط طهران سنة 1986، وانضم للمنتخب الإيراني سنة 1990، حيث لعب 30 مباراة، وسجل 9 أهداف، وغادر المنتخب سنة 1998، اعتزل اللعب نهائياً سنة 2003، وعمل مدرباً لعدة أندية إيرانية من عام 2008 إلى عام 2012.